# Seton Lake
 Le lac Seton est un fjord d'eau douce qui se déverse vers l’est par la rivière Seton et se jette dans le fleuve Fraser, dans la ville de Lillooet, en Colombie-Britannique. Il mesure 22 km de long et est situé à 243 m d'altitude avec une superficie de 26,2 kilomètres carrés. Sa profondeur est de 1500 pieds. 
Le lac est d’origine naturelle, mais a été légèrement surélevé dans le cadre du projet "Bridge River Power", dont les deux centrales principales se trouvent sur la rive nord de la partie supérieure du lac, près de Shalalth. À l'extrémité la plus éloignée du lac se trouve la communauté de Seton Portage et l'embouchure de la courte rivière Seton Portage, qui relie le lac Anderson, de l'autre côté du Portage, au lac Seton. 
La rivière Seton Portage est la principale source d’afflux naturel du lac Seton. Elle est alimentée principalement par le lac Anderson, mais aussi par le ruisseau Whitecap, qui tire son origine du versant est du mont Whitecap, le plus haut de la chaîne Bendor, ainsi que par Spider. Ruisseau qui prend son origine sur les pentes nord d'un sommet sans nom situé au sud du lac Seton, qui est le plus haut de la chaîne de Cayoosh et qui borde le flanc sud de la vallée. 

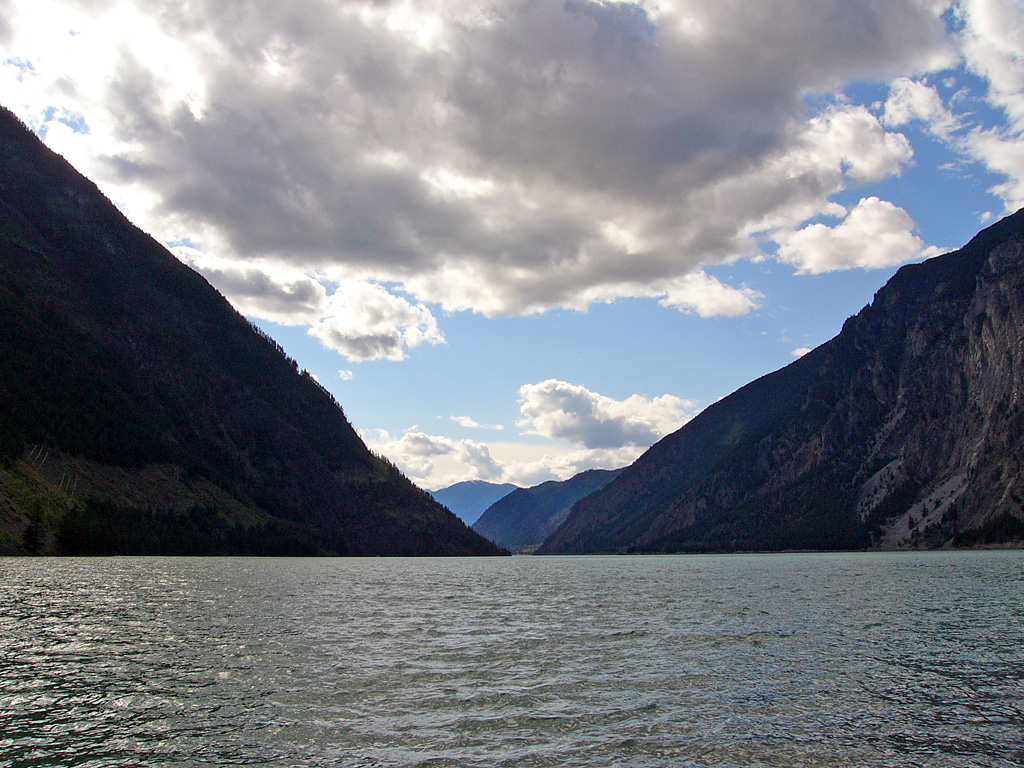
Seton Lake près de Lillooet.

Avant la construction du projet, le lac Seton était considéré comme plus bleu, plus clair et plus brillant que le lac Anderson. Par la suite, le détournement des eaux chargées de limon glaciaire de la rivière Bridge dans le lac Seton l'a transformé en une eau plus grise et terne ; le lac Anderson est maintenant considéré comme le bleu des deux lacs. 
Le lac Seton a été nommé dans les années 1860 par Alexander Caulfield Anderson, qui avait traversé ce territoire inconnu en 1846. Son nom est un hommage à son cousin et ami d'enfance, le lieutenant-colonel Alexander Seton qui s'était noyé au large des côtes sud-africaines en 1852 , bloqué dans l'épave du vaisseau de guerre HMS Birkenhead. En 1858, le tracé du chemin Douglas intégrait le passage du lac. 